# Colaspidema signatipenne
Colaspidema signatipenne (лат.) — вид жуков из подсемейства хризомелин семейства листоедов.

## Описание
Жуки длиной тела 7,5-8,5 мм. Голова, ноги и шов надкрылий чёрные. Окраска и рисунок надкрылий изменчивы. У формы plagiatum на надкрыльях имеется одно большое чёрное пятно, у типичной формы оно отделено на два.

## Распространение
Встречается в Марокко, Тунисе и Алжире.